# Lily Beaurepaire
Lillian "Lily" De Beaurepaire, posteriorment coneguda pel seu nom de casada Lilian Clarke, (Lorne, Victòria, 15 de setembre de 1893 – ?) va ser una saltadora i nedadora australiana que va competir en els anys posteriors a la Primera Guerra Mundial. El seu germà Frank Beaurepaire va ser un destacat nedador.
El 1920 va prendre part en els Jocs Olímpics d'Anvers, on va disputar la prova de palanca de 10 metres del programa de salts, en què quedà eliminada en la primera ronda. En aquests mateixos Jocs va disputar dues proves del programa de natació: els 100 i 300 metres lliures. En ambdues proves quedà eliminada en sèries.